# Běgovaja (stanice metra v Moskvě)
Běgovaja (rusky Беговая) je stanice moskevského metra. Její název je v překladu doslova „dostihová“, pojmenována je tak vzhledem k blízkému závodišti.

## Charakter stanice
Běgovaja se nachází v severozápadní části Tagansko-Krasnopresněnské linky. Je to hloubená a mělce založená stanice, pouhých 6,5 m pod povrchem. Nástupiště je ostrovní, je podpírané dvěma řadami sloupů. Ty jsou u stropu čtyřhranné a postupně směrem dolů se mění na osmihranné. Stěny za nástupištěm i sloupy jsou obložené bílým mramorem (původně ale stěny byly obložené žlutými dlaždicemi). Výstupy jsou vedené do mělce založených podpovrchových vestibulů z konců nástupiště podle osy stanice. Běgovou otevřel moskevský dopravní podnik 30. prosince roku 1972 jako součást úseku Barrikadnaja – Okťabrskaja. Denně stanici využije přes 50 000 cestujících.